# Microestado (física)
Um microestado é um conceito auxiliar na física clássica que ajuda a compreender o conjunto de possibilidades que um sistema físico pode assumir em uma escala microscópica. Ele é usado para relacionar essa informação com as propriedades macroscópicas do sistema. Em outras palavras, um microestado representa uma configuração específica das características individuais das partículas do sistema, como suas posições e velocidades. Esses microestados permitem analisar como as propriedades macroscópicas, como energia, volume e número de partículas, emergem a partir das características microscópicas do sistema. O conjunto de todos os possíveis microestados compatíveis com um determinado estado macroscópico é chamado de espaço de fases.

## Na física estatística
Em física estatística, a entropia de Boltzmann é uma grandeza que mede a quantidade de microestados compatíveis com um determinado macroestado de um sistema físico; grosso modo, é uma forma de contar o número de arranjos microscópicos admitidos por uma certa configuração macroscópica de um sistema. Se há muitas maneiras de rearranjar-se a configuração microscópica de um sistema sem que isso mude sua configuração macroscópica, então o sistema é dito altamente entrópico; do contrário, havendo poucos microestados compatíveis com um dado macroestado, então o sistema possui baixa entropia.